# دستگرد (نطنز)

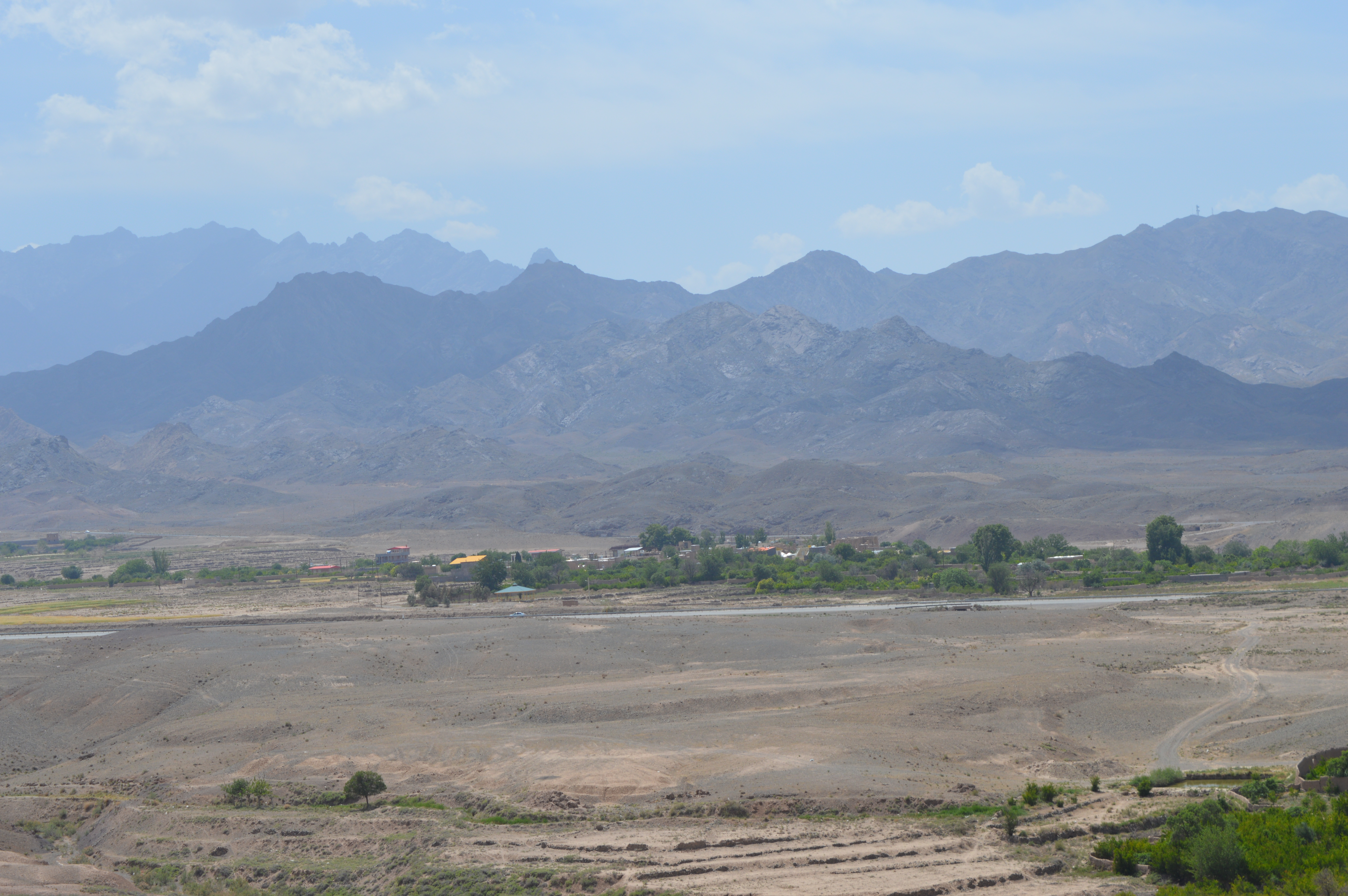
برای این استان است

دستجرد (نطنز) روستایی واقع در دهستان کرکس، بخش مرکزی شهرستان نطنز استان اصفهان ایران است که در فاصله ۷ کیلومتری از مرکز شهر نطنز و در حاشیه آزادراه تهران-نطنز-اصفهان، جاده قدیم نطنز بادرود و در دامنه کوه چلک (چرخه) قرار گرفته‌است. در ادبیات رسمی و اداری دستجرد گفته می‌شود اما دَستجِرد معرب واژه دَستگِرد فارسی است. وضع طبیعی این روستا دشتی میباشد‌ دارای طوایف، باغات، رسومات ، مزارع و قنوات متنوع است. در لغتنامه دهخدا و کتاب میراث فرهنگی نطنز اثر سید حسین اعظم واقفی و بسیاری منابع دیگر توضیح و اشاره داده شده‌است.
بر طبق روایات طوایف باستانی و مهاجر در طول سالها در دستگرد ساکن شده اند. از قدیمی ترین خانواده ها میتوان از ضرغامی، زرقام، کریمی، اباذری، عزیزی،رشیدی، شهرستانی و خداداد نام برد که دارای اصالت دستگردی می‌باشند که برخی دارای نام فامیل با پسوند دستگردی یا دستجردی میباشند.
مزارع منسوب به دستگرد و یا مملوک اهالی آن عبارتند از : لادر آباد، مرنجقاب، هل آباد، مزرعه کریم، مزرعه صادق، چاهه، مزرعه اقلیم، رحمه، برشکت و استخرجه.

## محصولات
به‌طور سنتی تولیدات این روستا محصولات دامی شامل گوشت و فرآورده‌های شیری، همچنین محصولات کشاورزی بوده که البته سابقاً ابریشم (نوقان) و خشکبار مانند انواع مغزها و میوه خشک و به ویژه جوزقند می‌باشد.
کشاورزی این روستا بیشتر در حوزه تولید انار، انجیر، زردآلو، یونجه و شبدر، بادام، پسته و زعفران است.

## آیین و رسومات
مهم‌ترین آیین زنده این روستا مراسم باستانی پارسه یا پرسه است که احتمالاً در دوران صفویه احیا شده و در روز تاسوعا اهالی با حضور دسته جمعی در یکایک خانه‌های روستا برای از دست رفتگان طلب مغفرت و برای بازماندگان آرزوی سلامت می‌کنند. همچنین نخل گردانی در روز عاشورا و زیارت اهل قبور هم در آن روز و هم نوروز توسط اهالی انجام میگیرد.

## تاریخ
از آنجایی که دستگرد به املاک خالصه ساسانی گفته می‌شد تاریخچه تشکیل روستا به پیش از اسلام برمی‌گردد.
سوابق مبنی بر ایستادگی این روستا در مقابل نایب حسین کاشی و همچنین پناه دادن به کفار و مغضوبین حکومتی و دگر اندیشان وجود دارد.

## اماکن تاریخی
قلعه مرکزی و تعدادی قلعه خشت و گلی که حکایت از فرهنگ آپارتمان نشینی در ایام امنیت است، حسینیه خشت و آجری، گورستان، قنات میرآب و قنات کهن و قنوات دیگر، پاچنار، استخرجه، مسجد پاچنار که برخی در حال مرمت بدست اهالی و برخی نیاز به مرمت دارند.گفته میشود نخل حسینیه دستگرد بزرگترین نخل شهرستان نطنز میباشد‌‌.

## زبان و گویش
در کتاب فرهنگ جامع زبان و گويش نطنز عباس دهقانیان آمده است: براساس آشنايي و تحقيقات ميداني در روستاهاي قديمي نظنز زبان نطنز يك زبان محلي نيست و يك زبان و باقي‌مانده از زبان پهلوي ـ ساماني و پهلوي ـ اشكاني است و ريشه مشترك اين زبان در گويش شمال ايران، خراسان و همدان و حتي در شعرهاي حافظ و فردوسي و باباطاهر فراوان ديده مي‌شود